# Яго (футболист, 2005)
Я́го Теодо́ро да Си́лва Ноге́йра (порт.-браз. Iago Teodoro da Silva Nogueira; 18 апреля 2005, Волта-Редонда) — бразильский футболист, защитник клуба «Фламенго» и молодёжной сборной Бразилии.

## Клубная карьера
Яго является воспитанником молодёжной команды «Волта-Редонда», с 13 лет присоединился к молодёжной академии «Фламенго» в 2021 году.В апреле 2022 года он подписал свой первый профессиональный контракт с «Фламенго» до 2025 года. В 2024 году он был назначен капитаном команды U20. Дебютировал во взрослом футболе в ничейном (0:0) поединке чемпионата Кариока против «Португеза-РЖ» 27 января 2024 года. 29 февраля 2024 года продлил контракт с клубом до 2026 года.

## Карьера в сборной
Яго впервые был вызван в молодёжную сборную Бразилии на товарищеский матч в августе 2024 года. Был вызван главным тренером на молодёжный чемпионат Южной Америки 2025 года.

## Достижения
«Фламенго»
- Чемпион Рио-де-Жанейро: 2024
- Обладатель Кубка Бразилии: 2024
- Обладатель Суперкубка Бразилии: 2025

Сборная Бразилии
- Чемпион молодёжного чемпионата Южной Америки: 2025